# Новопирогівська вулиця (Київ)
Новопирогі́вська ву́лиця — вулиця в Голосіївському районі міста Києва, місцевість Корчувате. Пролягає від Віто-Литовського провулку до Столичного шосе.
Прилучаються Столичне шосе, вулиці Вітянська, Набережно-Корчуватська, Острівна та провулок Плещеєва.

## Історія
Вулиця виникла в 1-й половині XX століття. Назву отримала від села Пирогів на південній околиці Києва.

## Інфраструктура
Вздовж вулиці розташовані ряд будівельних підприємств, відділення Ощадбанку України, Житлово-експлуатаційне об'єднання № 111, дитяча поліклініка, дитяча установа, стадіон середньої школи, кінцеві зупинки автобусів та маршрутних таксі, магазини та супермаркети.

## Історичні духовні особистості
Недалеко від храму розташована відома Китаївська пустинь — древній монастир, який 1776 року відвідав 22-х річний юнак Прохор Мошнін з Курська. Відомий чернець-дівиця Досифей вказав юнаку на Саровську пустинь, як місце постійного чернецтва. Прохор виконав настанови Досифея і увійшов у світову православну історію як святий чернець Серафим Саровський.
Християни Корчуватого трепетно зберігають пам'ять про ці важливі історичні події, оскільки знаменитий чернець, під час перебування в Китаївській пустині, проживав у віруючих селища Корчувате, що межує з відомими Китаївськими печерами, де постійно перебував чернець-дівиця Досифей.